# Euantedon paucicirra
Euantedon paucicirra is een haarster uit de familie Antedonidae.
De wetenschappelijke naam van de soort werd in 1928 gepubliceerd door Hubert Lyman Clark.